# Wilmar Cabrera
Wilmar Rubens Cabrera Sappa (Cerrillos, 31 luglio 1959) è un allenatore di calcio ed ex calciatore uruguaiano, di ruolo attaccante.

## Palmarès

### Giocatore

#### Club

##### Competizioni nazionali
- Campionato uruguaiano: 3

Nacional: 1980, 1983, 1992

##### Competizioni internazionali
- Coppa Libertadores: 1

Nacional: 1980
- Coppa Intercontinentale: 1

Nacional: 1980

#### Nazionale
- Coppa America: 1

Copa América 1983